# Peri Gilpin
Peri Gilpin (Waco, Texas, 27 mei 1961) is een Amerikaanse actrice en stemactrice die onder meer 'Roz Doyle' speelde in Frasier.
Ze is een van de drie kinderen van de bekende Amerikaanse televisiepersoonlijkheid Jim O'Brien. Ze groeide op in Dallas en studeerde drama aan de universiteit van Texas en in Londen. Haar broer Marc en zus April zijn ook acteurs. Ze is sinds 1999 getrouwd met Christian Vincent en heeft met hem twee kinderen.
Haar doorbraak kwam er toen ze de rol van 'Roz Doyle' aangeboden kreeg in de sitcom Frasier. De rol was eerst voor Lisa Kudrow, maar toen bleek dat de "magie" er niet was tussen haar en Kelsey Grammer – die net als in de serie Cheers de rol van 'Frasier' weer voor zijn rekening nam – werd Gilpin alsnog opgeroepen. Ze is ook een veelgevraagde stemactrice. Zo heeft ze voor Final Fantasy: The Spirits Within en voor enkele tekenfilms van Nickelodeon wat stemmen ingesproken.
Samen met Jane Leeves – die in Frasier de rol van 'Daphne Moon' vertolkte – heeft ze een klein productiebedrijf, Bristol Cities.

## Filmografie
Televisieseries:
- 21 Jump Street - als Fitzgerald (Afl. The Currency We Trade In, 1988)
- Almost Grown - als Kim (Afl. Santa Claus Got Stuck in My Chimney, 1988)
- Matlock - als Leslie Matthews (Afl. The Pro, 1990)
- Flesh 'n' Blood - als Irene (12 afleveringen, 1991)
- Wings - als Barbara #242 (Afl. Four Dates That Will Live in Infamy, 1992)
- Designing Woman - als Jade Herman (Afl. Shovel Off to Buffalo, 1993)
- Cheers - als Holly Matheson (Afl. Woody Gets an Election, 1993)
- Pride & Joy - als Brenda (Afl. Brenda's Secret, 1995)
- The Outer Limits - als Dr. Rebecca Warfield (Afl. Out of Body, 1996)
- Early Edition - als Lenore (Afl. After Midnight, 1996)
- Hercules - als Hecate (2 afleveringen, 1998)
- The Lionhearts - als Lana Lionheart (13 afleveringen, 1998)
- Superman - als Volcana/Claire Selton (2 afleveringen, 1998-1999)
- Baby Blues - als Ms. Brennan (Afl. Ugly Zoe, 2000)
- Justice League - als Volcana/Claire Selton (Stem, Afl. Only a Dream, 2003)
- I'm with Her - als Peri Gilpin (Afl. The Last Action Queero, 2003)
- Frasier - als Roz Doyle (263 afleveringen, 1993-2004)
- Danny Phantom - als Desiree (Stem, 2 afleveringen, 2004-2005)
- Medium - als Diane Beniot (Afl. The Boy Next Door, 2007)
- Desperate Housewives - als Maggie Gilroy (Afl. God, That's Good, 2007)
- Side Order of Life - als Celia Hutchinson (Afl. Awakenings, 2007)
- Law & Order: Criminal Intent - als Grace Pardue (Afl. Offense, 2007)
- King of the Hill - als Gwen St. James/Judy/Jo Rita (Stem, 4 afleveringen, 2004-2009)
- Hot in Cleveland - als Taylor (Afl. I Love Lucci: Part One, 2011)
- Make It or Break It - als Kim Keeler (40 afleveringen, 2009-2011)
- Grey's Anatomy - als Marcy (Afl. Hope for the Hopeless, 2012)
- Men at Work - als Alex (4 afleveringen, 2013)
- Modern Family - als Jeannie (Afl. The Help, 2013)
- CSI: Crime Scene Investigation - als Barbara Russell (4 afleveringen, 2012-2013)
- Drop Dead Diva - als Miss Ortiz (Afl. Jane's Secret Revealed, 2013)
- Masters of Sex - als Florence Duncan (Afl. Mirror, Mirror, 2014)
- Family Reunion - als Daphne (Afl. Remember Our Parents' Wedding?, 2019)

Televisiefilms:
- Fight for Justice: The Nancy Conn Story - als Charlotte Parks (1995)
- The Secret She Carried - als Ellen Hayward (1996)
- Laughter on the 23rd Floor - als Carol Wyman (2001)
- Uncommon Sense - als Tracy (2005)
- For the Love of a Child - als Sara (2006)
- Hellboy Animated: Swords of Storms - als Professor Kate Corrigan (Stem, 2006)
- Women of a Certain Age - als Dianne (2006)
- Hellboy Animated: Blood and Iron - als Professor Kate Corrigan (Stem, 2007)
- Crossroads: A Story of Forgiveness - als Erin (2007)
- The Choking Game - als Heidi (2014)

Films:
- Spring Forward - als Georgia (1999)
- How to Kill Your Neighbor's Dog - als Debra Salhany (2000)
- Final Fantasy: The Spirits Within - als Jane (Stem, 2001)
- Thru the Moebius Strip - als Caroline Weir (Stem, 2005)

## Prijzen en nominaties
Viewers for Quality Television Awards:
- 1995: Genomineerd voor Best Supporting Actress in a Quality Comedy Series voor haar rol in Frasier
- 1997: Genomineerd voor Best Supporting Actress in a Quality Comedy Series voor haar rol in Frasier
- 1998: Genomineerd voor Best Supporting Actress in a Quality Comedy Series voor haar rol in Frasier
- 2000: Genomineerd voor Best Supporting Actress in a Quality Comedy Series voor haar rol in Frasier

Screen Actors Guild Awards:
- 1995: Genomineerd voor Outstanding Performance by an Ensemble in a Comedy Series voor Frasier
- 1996: Genomineerd voor Outstanding Performance by an Ensemble in a Comedy Series voor Frasier
- 1997: Genomineerd voor Outstanding Performance by an Ensemble in a Comedy Series voor Frasier
- 1998: Genomineerd voor Outstanding Performance by an Ensemble in a Comedy Series voor Frasier
- 1999: Genomineerd voor Outstanding Performance by an Ensemble in a Comedy Series voor Frasier
- 2000: Award gewonnen voor Outstanding Performance by an Ensemble in a Comedy Series voor Frasier
- 2001: Genomineerd voor Outstanding Performance by an Ensemble in a Comedy Series voor Frasier
- 2002: Genomineerd voor Outstanding Performance by an Ensemble in a Comedy Series voor Frasier
- 2003: Genomineerd voor Outstanding Performance by an Ensemble in a Comedy Series voor Frasier
- 2004: Genomineerd voor Outstanding Performance by an Ensemble in a Comedy Series voor Frasier

Gracie Allen Awards:
- 2010: Award gewonnen voor Outstanding Female Actor in a Supporting Role in a Drama Series voor haar rol in Make It or Break It